# موش مانداب کوه الگان
موش مانداب کوه الگان (نام علمی: Otomys jacksoni) نام یک گونه از سرده موش‌های مانداب است.